# Popis likova u Štrumpfovima
Ovo je popis likova koji se pojavljuju u stripu, TV serijama i filmovima o Štrumpfovima.

## Štrumpfovi (protagonisti)
Papa Štrumpf
Štrumpfeta
Kralj Štrumpf
Skladni
Skladni, Svirko (fr. Schtroumpf Musicien, engl. Harmony Smurf), Štrumpf glazbenik koji najviše voli svirati trubu, iako je njegovo glazbeno umijeće upitno.
Divlji
Divlji (fr. Schtroumpf Sauvage, engl. Wild Smurf) nosi samo odjeću od lišća. Ne razumije ostale Štrumpfove, a može razgovarati sa životinjama i pitati ih za pomoć.
Licko
Licko (fr. Schtroumpf Coquet, engl. Vanity Smurf), narcisoidni Štrumpf. Ima cvijet u šeširu i stalno gleda svoj odraz u zrcalu, kojeg često ljubi. Govori pomalo ženskastim glasom.
Lumen
Lumen (fr. Schtroumpf à Lunettes, engl. Brainy Smurf) smatra sebe najinteligentnijim Štrumpfom i stručnjakom za sve, iako je njegovo stvarno znanje o mnogočemu u najmanju ruku upitno. Često njegovi pokušaji pomoći u određenim situacijama dovode do još više poteškoća. On je Papa Štrumpfov šegrt i asistent. Može se razlikovati od ostalih Štrumpfova po velikim naočalama. Ostali Štrumpfovi često ne mogu slušati njegovo mudrovanje pa ga često porad toga izbacuju iz sela.
Mrgud
Mrgud (fr. Le Schtroumpf Grognon, engl. Grouchy Smurf), Štrumpf mizantrop. Mrzovoljan je i uvijek namrgođena lica. Najčešće koristi rečenicu: Ja mrzim (nešto)!
Pjesnik
Pjesnik (fr. Schtroumpf Poète, engl. Poet Smurf), vrlo osjetljiv umjetnik koji obično provodi vrijeme lutajući po šumi i smišljajući stihove i pjesme.
Štrumpfica
Štrumpficu (fr. Sassette, engl. Sassette Smurfling) stvorio je zli čarobnjak Gargamel kako bi bila Štrumpfetina sestra. Uz pomoć čarolije Pape Štrumpfa pretvorena je u pravog Štrumpfa. Tepa Papi Štrumpfu i Pra papi, ali osjeća neku ljubav i prema Gargamelu koji ju je stvorio, nazivajući ga taticom Gargamelom.
Štrumpfić
Štrumpfića (fr. Bébé Schtroumpf, engl. Baby Smurf) donijela je roda. Ima magične moći i nije naučio govoriti.
Trapavi
Trapavi (fr. Schtroumpf Maladroit, engl. Clumsy Smurf) pomalo je pomračenog uma, ali simpatičan Štrumpf. Prepoznatljiv je po vrećastoj odjeći (prikladno njegovoj trapavosti) i hobi mu je prikupljanje stijena.
Vicko
Vicko (fr. Schtroumpf Farceur, engl. Jokey Smurf), veseli Štrumpf koji uživa zafrkavati ostale Štrumpfove. Najčešće daje ostalim Štrumpfovima dar ili iznenađenje, eksplozivnu napravu umotanu u dar. Kad drugi Štrumpf otvori dar, naprava eksplodira i cijelo lice ili tijelo zafrkanog Štrumpfa bude prljavo od pepela.
Hrga
Hrga (fr. Schtroumpf Costaud, engl. Hefty Smurf), najjači i najhrabriji Štrumpf od svih Štrumpfova, prepoznatljiv po istetoviranom srcu na lijevoj ruci. On svaki dan vježba, sportski je tip, često diže teške utege, čak je i organizirao olimpijske igre..
Majstor
Majstor (fr. Schtroumpf Bricoleur, engl. Handy Smurf), posebno obučen i s olovkom iznad uha, Štrumpf poznat po popravljanju i nevjerojatnim tehnološkim izumima. U crtanom filmu on spašava Marinu i njenog bolesnog oca.
Prapapa
Farmer
Farmer (fr. Schtroumpf Paysan, engl. Farmer Smurf), Štrumpf poljoprivrednik. Brine se o usjevima biljaka i pomaže organizirati žetvu. Nosi tamno zeleno odijelo, drvene klompe i slamnati šešir.
Lijeni
Lijeni (fr. Schtroumpf Paresseux, engl. Lazy/Sleepy Smurf) troši gotovo cijelo svoje vrijeme spavajući, bilo u svom krevetu, na travi ili na visećem ležaju, u bilo koje doba dana i noći.
Klop
Klop (fr. Schtroumpf Cuisinier, engl. Chef Smurf), Štrumpf kuhar i slastičar, a ujedno i proždrljivi Štrumpf. Ima veliku kuharsku kapu, i nosi pregaču. Njegova kućica je uvijek puna finih delicija: toplog kruha, kolača, keksa i slatkiša. 
Mazalo
Mazalo (fr. Schtroumpf Peintre, engl. Painter Smurf), Štrumpf slikar. Njegova jedina ljubav je slikanje. Slika portrete i pejzaže. Štrumpfeta je njegov najdraži model. Ima crveni kaputić.

## Antagonisti
Gargamel
Azrijel
Azrijel (fr./engl. Azrael), Gargamelov mačak. Iako ga Gargamel nikada ne tretira dobro (često mu nanosi bol), on ga voli i poštiva kao gospodara. Često ga Gargamel pošalje hitati Štrumpfove, ali Azrijel nikada ne uspije jer je poprilično nespretan. Narančaste je boje, ističe se po brkovima, prljav. Izvorno je u stripu prikazan kao ženka, a u crtićima je uvijek prikazan kao mužjak. U jednoj epizodi Azrijela ukrade Klorofilina kći i Gargamel biva tužan (traga za njim, nedostaje mu), što znači da ipak ima ljubavi prema Azrijelu. Gargamelove najčešće riječi upućene Azrijelu glase: "Ti glupa mačketino! "
Agata
Agata (fr./engl. Hogatha), stara ružna vještica koja želi uništiti Štrumpfove. Vrlo je niska i ima veliku bradavicu na nosu. Ona je uvjerena u svoju ljepotu, iako je ružna i nosi crvenu periku kako bi prikrila ćelavost. Jaše na supu Haroldu. U jednoj epizodi čarolijom se pretvara u Štrumpfa kako bi zadala nevolje Štrumpfovima. Ne uspijeva. Ona i Gargamel se ne vole. Jednom prilikom čarolijom se Agata pretvara u atraktivnu ženu kako bi od Gargamela izmamila čarobne naušnice koje imaju moć uništiti Štrumpfove (to joj kasnije ne polazi za rukom).
Baltazar
Baltazar (fr./engl. Balthazar), Gargamelov kum, zli čarobnjak puno bezdušniji od svog kuma. Živi u velikom dvorcu pred čijim je ulazom jarak u kojem živi strašni zmaj. Jednom prilikom Gargamel odlazi do Baltazara kako bi ukrao knjigu u kojoj piše kako Štrumpfove pretvoriti u zlato. To mu uspijeva. Baltazar tada misli da je to najobičnija knjiga pripovijedaka i da Štrumpfovi i Majka Priroda ne postoje. Kasnije se uvjeri u suprotno i neuspješno pokuša pohitati Štrumpfove.
Klorofila
Klorofila (fr./engl. Chlorhydris), zla čarobnica moćnija od Agate. Najveći joj je san svijet bez ljubavi. Gadna je i beznadna ružna žena. Svoju lijepu kći je pretvorila u staru rugobu kako se nitko ne bi zaljubio u nju (bila je zaljubljena u kraljevića koji je bio zaljubljen u nju). Puno kasnije uz pomoć suza Štrumpfova Klorofilina kći povrati stari izgled ljepotice. Klorofila i Gargamel se ne vole. Jednom prilikom pošalje Gargamelu pismo u kojem traži donijeti joj mačka Azrijela u zamjenu za zlato. Gargamel dođe i preda joj mačka, a Klorofila mu neda zlato već ga baci u stupicu. Gargamel se nekako izvuče i na kraju on spriječi Klorofilu koja je namjeravala uz pomoć čarolije za koju joj je potreban mačak Azrijel ostvariti san o svijetu bez ljubavi.

## Podržavajući
Otac Vrijeme
Otac Vrijeme (fr. Père Temps, engl. Father Time), prikazan kao starac u bijeloj haljini, dobar prijatelj Štrumpfova i Majke Prirode.
Majka Priroda
Majka Priroda (fr. Mère Nature, engl. Mother Nature), starica zadužena za nesmetano funkcioniranje prirode. Dobra je prijateljica Štrumpfova i često surađuje s Ocem Vremenom.
Homnibus
Homnibus (fr. Homnibus, engl. Enchanter Homnibus), stari čovjek čarobnjak i veliki prijatelj Pape Štrumpfa. Papa Štrumpf ga često posjećuje kako bi raspravljali o magiji i igrali šah. Homnibus ima mladog služitelja Olivera.